# William Halsey, Jr.
Flådeadmiral William Frederick Halsey Jr. GBE (født 30. oktober 1882, død 16. august 1959 kendt som Bill Halsey eller "Bull" Halsey) var en amerikansk admiral. I begyndelsen af Stillehavskrigen (1941–45) havde Halsey kommandoen over den task force, som var dannet omkring hangarskibet USS Enterprise i en række angreb mod japansk-besatte mål. Han blev udnævnt til øverstkommanderende i det sydlige Stillehav og anførte allierede styrker under slaget om Guadalcanal (1942–43) og Felttoget på Salomonøerne (1942–45). I 1943 blev han chef for den amerikanske 3. flåde, en post han beklædte i resten af krigen.

## Tidlige år
Halsey blev født i Elizabeth i New Jersey den 30. oktober 1882 som søn af kommandør i den amerikanske flåde William F. Halsey, Sr.
Hans far var efterkommer af senator Rufus King, som var en amerikansk advokat, politiker, diplomat og kandidat til posten som vicepræsident i 1804 og 1808 og præsidentkandidat i 1816.
Halsey gik på Pingry School.
Efter at have ventet to år på at få en plads på United States Naval Academy, besluttede han at læse medicin på University of Virginia og gå ind i flåden som læge. Han valgte Virginia fordi hans bedste ven, Karl Osterhause, gik der. Han sluttede sig til Delta Psi broderskabet og var også medlem af det hemmelighedsfulde Seven Society. Efter sit første år fik Halsey plads på United States Naval Academy i Annapolis og begyndte på flådeakademiet i efteråret 1900.
Halsey tog eksamen fra flådeakademiet den 2. februar 1904, efter at have fået udmærkelse i fodbold som back og fået priser i atletik. Han tilbragte sine første tjenesteår på slagskibe og sejlede med hovedflåden på USS Kansas (BB-21), da Roosevelts Store hvide Flåde sejlede rundt om jorden mellem 1907 og 1909.
Halsey var på broen af slagskibet USS Missouri onsdag den 13. april 1904, da en stikflamme fra den bagbords kanon i agtertårnet antændte en krudtladning, som antændte to andre. Det kom ikke til en eksplosion, men den hurtige afbrænding af krudt brændte og kvalte 31. Det førte til at Halsey gruede for den 13. i hver måned, især hvis det var en fredag.
Efter sin tjenestetid på Missouri gjorde han tjeneste på torpedobåde. Først på USS Du Pont i 1909. Halsey var en af de få officerer, som blev forfremmet direkte til premierløjtnant. Torpedoer og torpedobåde blev et af hans specialer, og han havde kommandoen over første gruppe af Atlanterhavsflådens torpedoflotille i 1912-1913 og over torpedobåde og destroyere i 1910'erne og 1920'erne. På det tidspunkt var destroyeren og torpedobåden, selv om det var yderst hasarderet, den mest effektive måde at sende torpedoer mod slagskibe på. Orlogskaptajn Halseys tjeneste under 1. Verdenskrig omfattede kommandoen over USS Shaw i 1918. Det indbragte ham et Navy Cross.

## Mellemkrigsårene
I oktober 1922 var han flådeattache ved den amerikanske ambassade i Berlin. Et år senere fik han posten som flådeattache i Norge, Sverige og Danmark. Derefter vendte han tilbage til tjeneste på havet igen på destroyere i europæiske farvande som chef for USS Dale og USS Osborne'. Tilbage til USA i 1927 gjorde han i et år tjeneste som næstkommanderende på slagskibet USS Wyoming og derpå i tre år som chef for USS Reina Mercedes, stationsskibet på flådeakademiet. Kommandør Halsey fortsatte sin karriere to år fra 1930 som chef for Destroyer Division Three i spejderstyrken, inden han vendte tilbage for at studere på flådekrigsskolen i Newport, Rhode Island.
I 1934 tilbød chefen for kontoret for flyvning, flådeadmiral Ernest King, Halsey kommandoen over hangarskibet USS Saratoga, hvis han gennemførte et kursus som luftobservatør. Kommandør Halsey valgte at tage hele det 12 ugers kadetkursus som flådepilot frem for det kortere flyobservatørkursus. "Jeg syntes, at det var bedre selv at kunne flyve end at være afhængig af pilotens nåde."
Halsey fik sine vinger som flådepilot den 15. maj 1935 i en alder af 52, den ældste nogensinde i den amerikanske flåde. Mens hans kone var indforstået med, at han trænede til observatør. Hun erfarede først i et brev, at han var under uddannelse til pilot og sagde til sin datter: "Hvad tror du, at det gamle fjols laver nu? Han lærer at flyve!" Han fik herefter kommandoen over Saratoga og senere over Naval Air Station Pensacola i Pensacola, Florida. Halsey anså luftstyrke for at være en vigtig del af fremtidens flåde og sagde: "Flådeofficeren i den næste krig må heller have kendskab til flyvning - og et dybtgående af slagsen." Kommandør Halsey blev forfremmet til kontreadmiral i 1938. Han havde kommandoen over hangarskibsdivisioner og gjorde tjeneste som øverst chef for fly slagstyrken.

## 2. Verdenskrig
Traditionel flådedoktrin forudså flådeslag mellem modstående rækker af slagskibe. Denne opfattelse blev udfordret, da flyvergeneral Billy Mitchell demonstrerede flyenes evne til at skade og sænke selv de stærkest pansrede skibe. I den debat, som fulgte i mellemkrigsårene, betragtede nogle hangarskibet som et defensivt våben, som gav luftdækning til slagskibe mod landbaserede fly. Hangarskibsfly var lettere og havde ikke vist sig så farlige som landbaserede fly. Påstanden om, at slagskibe ikke kan modstå landbaserede fly, var velkendt. Fortalere for flyvning forestillede sig imidlertid at man kunne bringe kampen til fjenden ved brug af fly. Halsey var fuldt overbevist om at hangarskibet ville blive det primære offensive våben for flåden. Da han vidnede ved admiral Husband Kimmels høring efter fiaskoen ved Pearl Harbor, opsummerede han den amerikanske hangarskibstaktik: "ramme de andre med alt, hvad du kan, så hurtigt du kan hælde det ud over dem." Halsey sagde, at aldrig ville tøve med at bruge hangarskibe som et offensivt våben.
I april 1940 flyttede Halseys skibe til Hawaii som en del af slagflåden, og i juni 1940 blev han forfremmet til midlertidig viceadmiral og fik kommandoen over hangarskibsdivision 2 og chef for flyslagstyrken.
Med krigen umiddelbart forestående tydede amerikansk flådeefterretninger på at Wake Island ville blive mål for et japansk overraskelsesangreb. Som svar beordrede admiral Husband E. Kimmel den 28. november 194 Halsey til at sejle USS Enterprise afsted med flyforstærkninger til Wake og forstærke marinesoldaterne der. Kimmel havde givet Halsey "frie hænder" til at angribe og ødelægge enhver japansk styrke, som han stødte på. Jagerflyene fløj fra Enterprise den 2. december. Da Halsey var meget nervøs for at blive opdaget og angrebet af den japanske hangarskibsflåde, gav han ordren: "sænk alle skibe og skyd alle fly ned, som I møder". Da hans operationschef proteserede: "For pokker admiral, De kan ikke indlede en krig på egen hånd! Hvem skal tage ansvaret?", svarede Halsey: "Det tager jeg. Hvis noget står i vejen, skyder vi først og diskuterer bagefter." Det endte med at japanerne gik i land på Wake den 11. december, et angreb som blev slået tilbage af marinesoldaterne. Det viser, at admiral Kimmel handlede ud fra de bedste efterretninger han havde til rådighed.
En storm forsinkede Enterprise på tilbageturen. I stedet for at ankomme til
Pearl Harbor den 6. december som planlagt, var den stadig 320 km fra Pearl Harbor, da det meddelelsen om, at overraskelsesangrebet ikke havde ramt Wake som forventet, men Pearl Harbor. Nyheden om angrebet kom i et opsnappet radiokommunikation mellem et af Enterprises fly, som prøvede at overbevise Pearl Harbor om, at det var et amerikansk fly. Flyet blev skudt ned og besætningen blev dræbt. Umiddelbart efter angrebet på Pearl Harbor udnævnte admiral Kimmel Halsey til "chef for alle skibe på havet." Enterprise søgte syd og vest for Hawaii efter de japanske angribere, men fandt ikke de seks japanske hangarskibe, som var på vej tilbage mod nord og vest.

### Tidlige hangarskibsangreb i Stillehavet
Vice Admiral Halsey og Enterprise slap til Pearl Harbor om aftenen den 8. december. Da han så ud over vragene af stillehavsflåden bemærkede han: "Når vi er færdige med dem, bliver der kun talt japansk i helvede." Halsey var en aggressiv leder. Frem for alt var han en energisk og krævende chef, som havde evnen til at opildne flådens kampånd, når der var mest brug for det. I krigens første måneder blev Amerika rystet af , at den ene vestlige bastion efter den anden faldt. Halsey ledte efter muligheder for at føre kampen over til fjenden. Han gjorde tjeneste som chef for hangarskibsdivision 2 på sit flagskib Enterprise og anførte en række hit-and-run angreb på japanerne i Gilbert og Marshall øerne i februar, Wake Island i marts samt Doolittle-raidet i april mod mål på de japanske hovedøer. Halseys slogan, "Slå hårdt, slå hurtigt, slå tit" blev et slagord for flåden.
Da Halsey vendte tilbage til Pearl Harbor efter sit sidste angreb den 26. maj var han syg på grund af den ekstremt alvorlige og stressede situation. Han havde omtrent stået på broen af Enterprise i de sidste seks måneder og ledet flådens modangreb. En invaliderende hudsygdom dermatitis dækkede det meste af hans krop og gav en ubærlig kløe, som gjorde det næsten umuligt for ham at sove. Efter at have tabt 9 kg blev beordret til at lade sig indlægge på et sygehus på Hawaii.
I mellemtiden havde den amerikanske flådes efterretningstjeneste fundet stærke indicier på, at den japanske flåde planlagde et angreb på Midway i det centrale Stillehav. Admiral Chester Nimitz, den øverstkommanderende for den amerikanske flåde i Stillehavet, besluttede at angribe dem. At miste Midway ville have været et alvorligt tab, fordi det ville betyde at japanerne let kunne angribe Hawaii og true vestkysten af det kontinentale USA. Tabet af hans mest erfarne og aggressive flådechef - admiral Halsey - umiddelbart inden det forestående slag var en alvorlig streg i regningen for Nimitz. Nimitz besøgte Halsey, som anbefalede at chefen for hans krydserdivision, kontreadmiral Raymond Spruance, skulle overtage kommandoen i det kommende slag om Midway. Nimitz overvejede forslaget, men det ville betyde, at man sprang over kontreadmiral Frank Jack Fletcher i Task Force 17, som var den rangældste af de to. Efter at have talt med Fletcher og gennemgået hans rapporter fra slaget i Koralhavet var Nimitz overbevist om at Fletchers indsats var i orden, og han fik ansvaret for forsvaret af Midway. På Halseys anbefaling gjorde Nimitz herefter kontreadmiral Spruance til chef for Halseys Task Force 16, der bestod af hangarskibene Enterprise og Hornet. Halsey sendte sin hidsige stabschef, kommandør Miles Browning, afsted for at hjælpe Spruance. Det efterfølgende slag ved Midway var et afgørende vendepunkt i krigen for USA og en dramatisk sejr for den amerikanske flåde.
Halseys hudsygdom var så alvorlig, at han blev sendt med den lette krydser USS Detroit til San Francisco, hvor han blev mødt af den førende specialist indenfor allergisygdomme og fik særlig behandling. Halsey fik det snart bedre, men han fik besked på at holde pause i seks uger. Mens han var i land som rekonvalescent besøgte han familien og rejste til Washington D.C. I slutningen af august accepterede han, at holde en tale på flådeakademiet i Annapolis. Inden han gennemgik sine angreb mod de japansk stillinger på Marshall-øerne, sagde Halsey til de forsamlede kadetter: "Ikke at være med i slaget ved Midway har været den største skuffelse i min karriere, men jeg vender tilbage til Stillehavet, hvor jeg har til hensigt personligt at slå et slag mod disse gul-mavede (feje) hore-sønner og deres hangarskibe." Det udløste det larmende bifald.
I september gav admiral Nimitz den meget forbedrede Halsey en ny opgave som leder af stillehavsflådens flystyrker, så han igen kunne få føling med at lede flystyrker. Han overtog snart igen ledelsen af Task Force 16s flagskib USS Enterprise.

### Områdekommandoen for det sydlige Stillehav
Efter at have fået lægernes godkendelse til at vende tilbage til tjeneste, blev Halsey udpeget til at lede en hangarskibsstyrke i det sydlige Stillehav. Da skibene var ved at blive gjort klar, tog han til det sydlige Stillehav for at gøre sig bekendt med området. Han tog afsted den 15. oktober og ankom til hovedkvarteret i Nouméa på Ny Kaledonien den 18. oktober. Slaget om Guadalcanal var inde i en kritisk fase med 1. marinedivision, 11.000 mand under generalmajor Alexander A. Vandergrift, der holdt ud omkring flyvepladsen Henderson Field. Marinesoldaterne fik forstærkninger af den amerikanske hærs 164. regiment med 2.800 soldater den 13. oktober. Denne forstærkning kunne kun udfylde nogle af de alvorlige huller i fronten og var ikke tilstrækkelig til at vende slaget. På det kritiske tidspunkt var flådens støtte spinkel på grund af viceadmiral Robert L. Ghormleys tilbageholdende, utilpasse og glansløse indsats. Stillehavsflådens øverstkommanderende, Chester Nimitz, var nået til den konklusion at viceadmiral Ghormley var udmattet og havde mistet kampånden. Nimitz besluttede at udskifte ledelsen i det sydlige Stillehavsområde, mens Halsey var på vej. Da Halseys fly landede i Nouméa, lagde en hvalbåd sig på siden af det med Ghormleys flagløjtnant ombord. De mødtes, inden Halsey kunne borde flagskibet, og han fik en forseglet kuvert med en meddelelse fra Nimitz:
 DE SKAL TAGE KOMMANDOEN OVER DET SYDLIGE STILLEHAVSOMRÅDE OG STYRKERNE I DET SYDLIGE STILLEHAV OMGÅENDE

Ordren kom som en ubehagelig overraskelse for Halsey. Ghormley havde været hans ven, siden de spillede på fodboldholdet på Annapolis. Ubehagelig eller ej, de to mænd udførte deres ordrer. Halseys kommando omfattede nu alle styrker til lands, til søs og i luften i det sydlige Stillehav. Nyheden om chefskiftet spredtes hurtigt og gav et øjeblikkeligt løft til moralen blandt de belejrede marinesoldater. Han havde ry for at være flådens mest kæmpende admiral og med god grund. Han gik i gang med at vurdere situationen og beslutte, hvad der skulle gøres. Ghormley havde været usikker på sin styrkes evne til at fastholde marinesoldaternes fodfæste på Guadalcanal og havde overvejet at efterlade dem der som ved Bataan halvøen. Halsey gjorde det helt klart, at han ikke havde til hensigt at trække marinesoldaterne tilbage. Han ville ikke bare imødegå de japanske forsøg på at kaste dem tilbage; han ville erobre øen. Først og fremmest ville han tage initiativet og bringe kampen til japanerne. To dage efter at Halsey havde overtaget kommandoen i oktober 1942, gav han ordre til at alle flådeofficerer i det sydlige Stillehav kunne holde op med at bære slips, når de var i tropeuniform. Som Richard Frank bemærkede i sin beretning om slaget om Guadalcanal:
Halsey sagde, at han gav denne ordre for at tilpasse sig praksis i hæren og af hensyn til komfort. Hans ordre fremkaldte et billede af en bokser, som klædte sig af til en kamp og symboliserede, at man opgav elegancen til fordel for en mere passende beklædning i troperne og i krig.
Halsey havde ledelsen af områdekommandoen i det sydlige Stillehav i det, som var den amerikanske flådes vanskelige tid i krigen. Halsey indsatte sine begrænsede flådestyrker i en række søslag omkring Guadalcanal: hangarskibene i slaget ved Santa Cruz-øerne og slaget øst for Salomonøerne. Det stoppede det japanske fremstød og drænede deres flådestyrker for hangarskibsfly og piloter.
I november risikere han sit områdes to hurtige slagskibe i de snævre farvande omkring Guadalcanal under en natlig kamp, hvor den amerikanske flåde vandt søslaget ved Guadalcanal; det afgørende søslag under felttoget på Guadalcanal, som prisgav den japanske garnison og fravristede japanerne kontrollen.
Felttoget på Salomonøerne endte med at blive en katastrofe for den japanske flådes luftstyrker. I april 1943 udnævnte Halsey admiral Marc Mitscher til chef for luftstyrkerne på Salomonøerne (ComAirSols), hvor han fik ledelsen over en blandet styrke fra fly fra hær, flåde, marine og newzealandske fly i luftkrigen over Guadalcanal og op gennem Salomonøerne. Halsey sagde: "Jeg vidste, at vi formentlig ville få problemer med japanerne i luften. Det er derfor jeg sendte Pete Mitscher derop. Pete var et kæmpende fjols, og det vidste jeg."
Typisk var en ordveksling mellem Halsey og en af hans stabsofficerer i juni 1943. Områdekommandoen i det sydlige Stillehav ventede på, at en ekstra luftgruppe skulle ankomme som forstærkning til deres næste offensiv. Som led i Nimitz' langsigtede plan for at vinde krigen fik gruppen, da den ankom til Fiji nye ordrer om at vende tilbage til det kontinentale USA, blive splittet op, og piloterne skulle bruges som instruktører ved pilotuddannelsen. Områdekommandoen i det sydlige Stillehav havde regnet med luftgruppen til deres operationer op gennem Salomonøerne. Stabsofficeren som overgav meddelelsen til Halsey bemærkede: "Hvis de gør det mod os, bliver vi nødt til at gå i defensiven". Admiralen stirrede foragteligt på stabsofficeren: "Så længe jeg har et fly og en pilot", brummede han, "vil jeg fortsætte offensiven".
Admiral Halseys styrker brugte resten af året på at kæmpe sig op gennem Salomonøerne til Bougainville. På Bougainville havde japanerne to flyvepladser på øens sydspids og en mere på den nordligste halvø samt en fjerde på Buki lige på den anden side af den nordlige passage. I stedet for at gå i land nær de japanske flyvepladser og erobre dem fra den japanske hovedstyrke, landsatte Halsey sin styrke på 14.000 marinesoldater i Empress Augusta Bay halvvejs oppe af vestkysten af Bougainville. Her lod han Seabees rydde og bygge deres egen flyveplads. To dage efter landsætningen blev der sendt en stor krydserstyrke ned fra Japan til Rabaul som forberedelse til et natligt slag mod Halseys skibe, som afskærmede og forsynede styrken i Empress Augusta Bay. Japanerne havde sparet deres flådestyrker i det sidste år og indsatte nu en styrke på syv krydsere, en let krydser og fire destroyere. I Rabaul tankede styrken op som forberedelse til nattens kamp. Halsey havde ingen overfladestyrker i nærheden, som havde kunnet matche dem. Slagskibene Washington, South Dakota og forskellige krydsere var blevet overført til det centrale Stillehav for at støtte den kommende invasion af Tarawa. Bortset fra skærmen af destroyere havde Halsey kun Saratoga og Princeton og deres fly til rådighed. Rabaul var en kraftigt forsvaret havn, med fem flyvepladser og omfattende antiluftskyts. Bortset fra angrebet på Pearl Harbor var der ikke forsøgt et angreb på et sådant mål med hangarskibsfly. Det var yderst farligt for flybesætningerne - og for hangarskibene. Med landsætningen i fare sendte Halsey sine to hangarskibe nordpå i løbet af natten for at komme indenfor rækkevidde af Rabaul og indlede et angreb på basen ved daggry. Fly fra det nyligt erobrede Vella Lavella blev sendt afsted for at give jagerdækning over hangarskibene, da alle disponible fly på de to hangarskibe var indsat i selve angrebet. Missionen blev en stor succes. Krydserstyrken blev beskadiget, så den ikke længere udgjorde en trussel. Tabene af fly under angrebet var små. Halsey beskrev senere truslen mod landsætningerne som "den mest desperate nødssituation, som jeg kom ud for under hele min tid som ComSoPac."
Efter den vellykkede operation på Bougainville isolerede og neutraliserede han den japanske flådebase i Rabaul ved at erobre stillinger på det omkringliggende Bismarckarkipelaget i en række amfibielandsætninger, der blev kendt som Operation Cartwheel. Det muliggjorde en fortsættelse af fremrykningen nordpå uden de voldsomme kampe, som ville have været nødvendige for at erobre selve basen. Med neutraliseringen af Rabaul nåede operationerne i det sydlige Stillehav deres afslutning. Med sin beslutsomhed og ildhu havde Halsey afstivet sin kommandos beslutsomhed og fravristet japanerne initiativet, før skibe, fly og besætninger, der blev bygget og trænet i USA, kunne nå frem i 1943 og 1944.

### Slag i det centrale Stillehav
Som krigen udviklede sig, bevægede den sig ud af det sydlige Stillehav og ind i det centrale Stillehav. Admiral Halseys kommandoområde flyttede med, og i maj 1944 blev han forfremmet til chef for den nyligt oprettede 3. amerikanske flåde. Han fik kommandoen over operationer fra Filippinerne til Japan. Fra september 1944 til januar 1945 havde han ledelsen af erobringen af Palauøerne, Leyte og Luzon samt af mange angreb på japanske baser og ud for kysterne af Formosa, Kina og Vietnam.
Nu foretog den amerikanske flåde sig ting, som den japanske overkommando ikke havde troet muligt. Den hurtige hangarskibsstyrke kunne indsætte tilstrækkelig luftstyrker til at overvælde landbaserede fly og dominere et hvilket som helst område de opererede i. Hertil kom flådens evne til at etablere fremskudte operationshavne, som den gjorde det ved Majuro, Enewetak og Ulithi, og dens evne til at konvojere forsyninger ud til flådens kampenheder og muliggøre at flåden kunne operere i lange perioder langt ude til søs i det centrale og vestlige Stillehav. Den japanske flåde beskyttede sig i havn og kom ud med stor styrke for at kæmpe med fjenden. De amerikanske flåde blev på havet og i dens indsatsområder og dominerede de steder de sejlede i. Størrelsen af Stillehavet, som japanske planlæggere havde ment ville begrænse den amerikanske flådes evne til at operere i det vestlige Stillehav, ville ikke være tilstrækkelig til at beskytte Japan.
Kommandoen over den "store blå flåde" (Big Blue Fleet) blev delt med Raymond Spruance. Under Spruance blev flåden betegnet femte flåde, og det hurtige hangarskibs task force hed "Task Force 58". Under Halsey hed flåden tredje flåde og hangarskibene blev til "Task Force 38". Den delte kommandostruktur havde til hensigt at forvirre japanerne og skabe et højere tempo i operationerne. Når Spruance var på havet, planlagde Halsey og hans stab, som kaldte sig selv for "Department of Dirty Tricks", den næste række af operationer. De to admiraler havde meget forskellig stil. Halsey var aggressiv og tog chancer. Spruance var beregnende, professionel og forsigtig. De fleste højtrangerende officerer foretrak at være underlagt Spruance, mens de fleste almindelige gaster var stolte af at gøre tjeneste under Halsey.

#### Leyte Gulf
I oktober 1944 gennemførte amfibiestyrker fra den amerikanske 7. flåde store landsætninger på øen Leyte i det Centrale Filippinerne. Halseys 3. flåde havde til opgave at dække og støtte 7. flådes operationer omkring Leyte.
Som reaktion på invasionen gennemførte japanerne deres sidste store indsats til søs, en operation som fik navnet 'Sho-Go', og som involverede næsten hele deres flåde. Operationen havde til formål at ødelægge invasionsflåden i Leyte Gulf. Den nordlige styrke under admiral Ozawa var dannet omkring de resterende japanske hangarskibe, som var svækket af de store tab blandt de trænede piloter. Den nordlige styrke havde til opgave at lokke den amerikanske dækningsstyrke væk fra Leyte Gulf, mens de to overfladestyrker, den centrale og den sydlige styrke, skulle bryde igennem til det amerikanske brohoved og angribe de allieredes skibe. Disse styrker var bygget op omkring de resterende store enheder i den japanske flåde og havde syv slagskibe og 16 krydsere. Operationen udløste slaget om Layte Gulf, det største søslag under 2. verdenskrig, og måske det største i historien.
Den centrale styrke under viceadmiral Takeo Kurita blev opdaget den 23. oktober på vej gennem Palawan passagen af to amerikanske undervandsbåde, som angreb, sænkede to svære krydsere og beskadigede en tredje. Dagen efter angreb fly fra 3. flådes hangarskibe igen Kuritas centrale styrke, sænkede slagskibet Musashi og beskadigede den svære krydser Myōkō. Det fik styrken til at vende om. Kurita lod til at være på tilbagetog, men senere skiftede han igen kurs og sejlede ind i San Bernardino Strædet. På dette tidspunkt blev Ozawas nordlige styrke opdaget af 3. flåde. Haldey traf den monumentale beslutning at angribe dem ved daggry den 25. oktober. Han overvejede at efterlade en slagstyrke for at bevogte strædet og lavede foreløbige planer i den retning, men han mente, at han også måtte efterlade en af sine tre hangarskibsgrupper for at give luftstøtte, hvilket svækkede hans chancer for at knuse de resterende japanske hangarskibe. Hele 3. flåde sejlede nordpå og San Bernardino Strædet blev i praksis efterladt ubevogtet.

##### Slaget ud for Samar
Da han sendte 3. flåde nordpå glemte Halsey at orientere admiral Thomas Kinkaid i 7. flåde om sin beslutning. 7. flåde opsnappede operationelle meddelelser fra Halsey til sine egne gruppechefer, og de tydede på at Halsey havde dannet en indsatsstyrke og sat den til at beskytte San Bernardino Strædet, men det var ikke tilfældet. Kinkaid og hans stab undlod at få en bekræftelse fra Halsey, og ingen af dem bekræftede det overfor Nimitz.
Trods rapporter fra luftrekognosceringen om natten mellem 24.-25. oktober om, at Kuritas centrale styrke var i San Bernardino Strædet, fortsatte Halsey med at sejle 3. flåde nordpå, væk fra Leyte Gulf.
Da Kuritas centrale styrke kom ud af San Bernardino Strædet om morgenen den 25. oktober, var der kun en lille styrke af eskortehangarskibe, destroyere og eskortedestroyere, Task Unit 77.4.3 "Taffy 3", som havde fået til opgave og var udstyret til at angribe tropper i land og beskytte flåden mod undervandsbåde. Og ikke at imødegå den største fjendtlige overfladeflåde siden Midway anført af verdens største slagskib. Mens de sejlede ned langs øen Samars kyst mod troppetransportskibene og støtteskibene ved landgangen i Leyte Gulf overraskede de 7. flådes eskortehangarskibe og deres afskærmende destroyere fuldstændigt. I det desperate slag ved Samar, som fulgte, ødelagde Kuritas skibe en af eskortehangarskibene og tre skibe fra hangarskibenens dækningsstyrke og beskadige nogle af de andre skibe.
Den bemærkelsesværdige modstand fra eskortehangarskibene og deres dækningsstyrke mod Kuritas slagstyrker er en af de mest heroiske bedrifter i den amerikanske flådes historie. Skibene og hangarskibsflyene forårsagede store skader på Kuritas skibe og overbeviste ham om, at han stod over for en langt stærkere styrke. Han troede at eskortehangarskibene var de store hangarskibe i Halseys flåde og frygtede at blive fanget af de seks slagskibe i 3. flåde og besluttede at trække sig tilbage gennem San Bernardino Strædet mod vest uden at have nået sit mål.
Da 7. flådes eskortehangarskibe kom under angreb fra den centrale styrke, modtog Halsey desperate opkald fra Kinkaid, der bad om øjeblikkelig hjælp ud for Samar. I over to timer vendte Halsey det døve øre til disse opkald. Kort efter kl. 10, fik han en meddelelse fra admiral Nimitz: "Hvor er gentager hvor er Task Force 34? Verden undrer sig". Slutningen af denne meddelelse - Verden undrer sig - var tænkt som fyld, der havde til formål at forvirre fjendtlige afkodedere, men blev ved en fejl beholdt i meddelelsen, da den blev overbragt til Halsey. Forespørgslen var tilsyneladende blevet til en sviende kritik. Den iltre Halsey kylede sin kasket mod dækket på broen og begyndte at bande. Til sidst imødegik Halseys stabschef, kontreadmiral Robert "Mick" Carney, ham og sagde: "Stop det! Hvad helvede er der galt med dig? Tag dig sammen."
Halsey genfandt roen, men fortsatte med at sejle 3. flåde nordpå og nærme sig Ozawas styrke i en hel time efter at have modtaget meddelelsen fra Nimitz. Så beordrede Halsey Task Force 34 sydpå. Mens Task Force 34 fortsatte sydpå blev de yderligere forsinket, da slagstyrken sænkede farten til 12 knob så slagskibene kunne overføre brændstof til deres eskorte af destroyere, hvilket måske kostede 2½ times forsinkelse. Da Task Force 34 nåede frem, var det for sent til at bistå 7. flådes eskortehangarskibe. Kurita havde allerede besluttet at trække sig tilbage og havde forladt området. En enkelt forsinket destroyer blev indhentet af Halseys hurtigste krydsere og destroyere, men resten af Kuritas styrke undslap.
I mellemtiden brugte Halsey hovedparten af sin 3. flåde til at fortsætte forfølgelsen af Ozawas nordlige styrke, som bl.a. omfattede et stort hangarskib, det eneste der var tilbage af de seks, der angreb Pearl Harbor, og tre mindre hangarskibe. Resultatet blev at Halseys 3. flåde sænkede alle Ozawas fire hangarskibe i det som blev kendt som slaget ved Kap Engaño.
De samme egenskaber, som gjorde Halsey til en uvurderlig leder i de første desperate måneder af krigen, han trang til at optage kampen med fjenden og hans villighed til at tage en chance, arbejdede imod ham i de senere faser af krigen. Halsey fik megen kritik for sine beslutninger under slaget, og marinehistorikeren Samuel Morison betegnede 3. flådes jagt nordpå som "Halsey's Blunder." (Halseys fejltagelse) Men ødelæggelsen af den japanske hangarskibsflåde havde været det primære mål i søslagene i Stillehavet indtil da, og Spruance havde fået stor kritik for ikke at have fået ram på de japanske hangarskibe i Slaget i det Filippinske hav.

### Halseys tyfon
Efter kampene ved Leyte Gulf mødte 3. flåde i december en anden stærk fjende i form af tyfonen Cobra, som mange kaldte "Halsey's Typhoon". Mens de gennemførte operationer ud for Filippinerne, måtte flåden afbryde optankning på grund af storm. I stedet for at flytte 3. flåde valgte Halsey at blive en dag mere. Han fik modsigende informationer fra Pearl Harbor og sin egen stab. En meteorolog på Hawaii forudså, at stormen ville bevæge sig ad et nordligt spor og have passeret 300 km uden om Task Force 38. Sent kom hans egen stab med en vejrudsigt om at stormen var langt nærmere med retning mod vest. Halsey satsede på det mest sandsynlige og afslog at aflyse planlagte operationer og forlangte at skibene i 3. flåde holdt formationen. Den 17. december om aftenen kunne jagerdækningen over 3. flåde ikke lande deres fly på hangarskibene, som gyngede og vippede. Piloterne blev nødt til at lande på havet. Flyene gik tabt, men alle piloter blev samlet op af de eskorterende destroyere. Klokken 10 næste morgen var barometerstanden på flagskibet faretruende lavt, men flåden prøvede stadig at fastholde formationen. Kl. 11.49 gav Halsey ordre til at flådens skibe skulle vælge den kurs, som var mest behagelig for dem, hvilket mange skibe allerede havde været nødt til at gøre. Mellem kl. 11 og 14 gjorde tyfonen størst skade, mens den kastede skibene rundt i 20 meter høje bølger. Barometerstanden blev ved med at falde og vinden brølede med 150 m/s og over 185 m/s i vindstød. Kl. 13.45 udsendte Halsey tyfonvarsel til flådens vejrcentral. På dette tidspunkt havde 3. flåde allerede mistet tre destroyere. Tyfonen beskadigede mange skibe i flåden og 802 mænd og 146 fly gik tabt. 3. flåde gennemførte eftersøgninger i tre dage efter stormen, inden den sejlede til Ulithi for at blive repareret den 22. december.
Efter tyfonen blev der nedsat en undersøgelsesdomstol ombord på USS Cascade (AD-16) på flådebasen ved Ulithi. Admiral Nimitz, CINCPAC, var tilstede ved retssagen. Den 43 år gamle kommandør Herbert K. Gates fra Cascade var anklager. Undersøgelsesdomstolen nåede frem til at selv om Halsey havde lavet en fejlvurdering ved at sejle ind i tyfonens øje, ville den ikke anbefale sanktioner. Hændelserne omkring tyfon Cobra lignede dem, som havde ramt den 4. japanske flåde ni år tidligere

### Krigens slutning
I januar 1945 overdrog Halsey kommandoen over skibene i 3. flåde til admiral Spruance, hvorefter de skiftede betegnelse til 5. flåde. Da han kom hjem blev han spurgt ud om General MacArthur. General MacArthur var ikke den letteste mand at arbejde med og kæmpede med flåden om, hvordan og af hvem krigen i Stillehavet skulle føres. Halsey havde arbejdet godt sammen med MacArthur og havde ikke noget imod at sige det. Da en journalist spurgte Halsey om han troede at general MacArthurs 7. flåde ville blive den første, der nåede til Tokyo, grinede admiralen og svarede: "Vi tager dertil sammen". Og herefter tilføjede han alvorligt: "Han er en meget fin fyr. Jeg har arbejdet under ham i over to år og har den største respekt og beundring for ham."
Spruance havde kommandoen over 5. flåde til maj, hvor den igen overgik til Halsey. I begyndelsen af juni 1945 sejlede 3. flåde gennem tyfonen Connie. Ved den lejlighed blev seks mand skyllet overbord og druknede. Også 75 fly gik tabt eller blev ødelagt og yderligere 70 blev alvorligt beskadigede. Selv om nogle skibe fik alvorlige skader, gik ingen tabt. Der blev igen nedsat en undersøgelsesdomstol, og denne gang anbefalede den at Halsey blev forflyttet, men admiral Nimitz nægtede at følge anbefalingen og pegede på Halseys hidtidige indsats.
Halsey ledede 3. flåde i den sidste del af krigen, hvor den gennemførte angreb på de japanske hovedøer. Fly fra 3. flåde gennemførte luftangreb på Tokyo, flådebasen ved Kure og den nordlige ø Hokkaidō, og 3. flådes slagskibe deltog i bombardementet af en række japanske kystbyer, som forberedelse til en allieret invasion af Japan, som endte med at være overflødig.

Efter fjendtlighedernes ophør beordrede Halsey, som stadig var bekymret for japanske kamikazeangreb, 3. flåde til at opretholde en jagerdækning: 
 Ophør af fjendtligheder.
Krigen er slut. 
Hvis japanske fly dukker op, så skyd dem ned på en venlig måde.

Han var tilstede, da Japan formelt overgav sig på dækket af hans flagskib USS Missouri, den 2. september 1945.

## Efter krigen
Straks efter Japans overgivelse sejlede 54 skibe i 3. flåde med Halseys firestjernede stander vajende fra USS South Dakota tilbage til USA til den årlige festligholdelse af flådens dag i San Francisco den 27. oktober 1945. Han strøg sin stander i november samme år og blev overført til særlig tjeneste på flådeministerens kontor. Den 11. december blev han taget i ed som den fjerde og indtil videre sidste flådeadmiral. Flådeadmiral Halsey gennemførte en goodwill tur i fly gennem Central- og Sydamerika, som strakte sig over 45.000 km og 11 lande. Han trak sig tilbage fra aktiv tjeneste i marts 1947 - omend han som flådeadmiral ikke blev taget af listen over aktive officerer.
Da han blev spurgt om de våben, der blev brugt for at vinde krigen, svarede Halsey:
 Hvis jeg skal vurdere de instrumenter og maskiner, som vandt Stillehavskrigen for os, vil jeg placere dem i denne rækkefølge: Undervandsbåde øverst, radar som nummer to, fly som nummer tre og bulldozere som nummer fire.

Admiral Halsey blev medlem af New Jersey afdelingen af Sons of the American Revolution i 1946.
Efter sin pensionering trådte han ind i bestyrelsen for to datterselskaber i International Telephone and Telegraph Company heriblandt American Cable and Radio Corporation og sad der indtil 1957. Han havde kontor tæt på toppen af ITT bygningen på 67 Broad Street, New York City i slutningen af 1950'erne. Han var involveret i en række tiltag med det formål at bevare hans tidligere flagskib, USS Enterprise (CV-6), som et mindesmærke i New Yorks havn. Det slog fejl, da der ikke kunne skaffes finansiering.

## Død
Halsey døde den 16. august 1959, mens han var på ferie på Fishers Island i New York. Efter at have ligget på lit de parade i Washington National Cathedral blev han begravet den 20. august 1959 nær sine forældre på Arlington National Cemetery. Hans kone, Frances Grandy Halsey, er begravet sammen med ham.
Da Halsey blev spurgt om sit bidrag i Stillehavet og den rolle han spillede i forsvaret af De forenede Stater, svarede han blot:
 Der er ingen store mænd, kun store udfordringer, som almindelige mænd af nødvendighed er tvunget til at møde.

## Privatliv
Mens han studerede på University of Virginia, mødte han Frances Cooke Grandy (1887–1968) fra Norfolk i Virginia, som han kaldte "Fan." Efter at han kom tilbage fra den Store hvide flådes jordomsejling og efter at han var blevet udnævnt til kaptajnløjtnant lykkedes det ham at overtale hende til at gifte sig med ham. De blev gift den 1. december 1909 i Christ Church i Norfolk. Forlovere var vennerne Halseys Thomas C. Hart og Husband E. Kimmel. Fan blev maniodepressiv i slutningen af 1930'erne og måtte til sidst leve adskilt fra Halsey. Parret fik to børn, Margaret Bradford (10. oktober 1910 - december1979) og William Fredrick Halsey III (8. september 1915 - 23. september 2003).

## Datoer for udnævnelser
United States Naval Academy Kadet—klassen i 1904
| Sekondløjtnant  | Løjtnant        | Premierløjtnant | Kaptajnløjtnant | Orlorgskaptajn  | Kommandør         |
| O-1             | O-2             | O-3             | O-4             | O-5             | O-6               |
| --------------- | --------------- | --------------- | --------------- | --------------- | ----------------- |
|                 |                 |                 |                 |                 |                   |
| 2. februar 1906 | 2. februar 1909 | 2. februar 1909 | 29. august 1916 | 1. februar 1918 | February 10, 1927 |

| Flotilleadmiral | Kontreadmiral | Viceadmiral   | Admiral           | Flådeadmiral      |
| O-7             | O-8           | O-9           | O-10              | O-11              |
| --------------- | ------------- | ------------- | ----------------- | ----------------- |
|                 |               |               |                   |                   |
| Aldrig          | 1. marts 1938 | 13. juni 1940 | 18. november 1942 | 11. december 1945 |

Halsey havde aldrig rang af løjtnant, da han blev udnævnt til premierløjtnant efter tre års tjeneste som kadet. Af administrative grunde udviser Halseys tjenestepapirer at han blev forfremmet til løjtnant og premierløjtnant den samme dag.
Da Halsey blev forfremmet til kontreadmiral, havde den amerikanske flåde ikke rangen flotilleadmiral. Halsey blev derfor forfremmet til kontreadmiral fra kommandør.

## Priser og udmærkelser
|                                                                                       | Marineflyver mærke                                             |
|                                                                                       | Navy Cross                                                     |
| Gold award star · Gold award star · Gold award star                                   | Navy Distinguished Service Medal med tre guldstjerner          |
|                                                                                       | Army Distinguished Service Medal                               |
| Bronze service star                                                                   | Presidential Unit Citation (United States) med tjenestestjerne |
|                                                                                       | Mexican Service Medal                                          |
| Bronze service star                                                                   | World War I Victory Medal med Destroyerhænger                  |
| Bronze service star                                                                   | American Defense Service Medal med flådehænger                 |
| Silver service star · Silver service star · Bronze service star · Bronze service star | Asiatic-Pacific Campaign Medal med 12 slagstjerner             |
|                                                                                       | World War II Victory Medal                                     |
|                                                                                       | National Defense Service Medal                                 |

### Udenlandske udmærkelser
|                                           | Brasilien – Sydkorsets orden (storkors)                                      |
|                                           | Chile – Al Merito, Første klasse, Insignier og diplom                        |
|                                           | Chile – Storkors af den chilenske fortjenstorden                             |
|                                           | Colombia – Storkors af Boyacaordenen                                         |
|                                           | Cuba – Flådens fortjenstorden (Cuba)                                         |
|                                           | Ecuador – Abdon Calderón ordenen                                             |
|                                           | Grækenland – Frelserens Orden                                                |
|                                           | Panama – Vasco Núñez de Balboa ordenen, storkors                             |
|                                           | Peru – Ayacucho ordenen                                                      |
|                                           | United Kingdom – Knight Grand Cross of the Order of the British Empire (GBE) |
|                                           | Venezuela – Order of the Liberator                                           |
|                                           | Guatemala udnævnte ham til overhøvding i Quetzalordenen.                     |
| Bronze service star · Bronze service star | Filippinerne - Filippinernes befrielsesmedalje med to stjerner               |

## Æresbevisninger
Halsey Field, NAS North Island i Coronado, California, indviet 20. oktober 1960 i anledning af 50 års marineflyvning (1911–1961).
Halsey Society, studenterorganisation for reserveofficeruddannelsen på Texas A&M University
Bygninger
Admiral William F. Halsey, Jr. Leadership Academy & William F. Halsey House, Elizabeth High School i Elizabeth, New Jersey
Halsey Field House, United States Naval Academy
Halsey Hall, University of Virginia
Halsey Terrace, flådens boliger i Honolulu, Hawaii
Halsey Hall, Jonathan Dayton High School
Skibe
USS Halsey (CG-23), en missilkrydser i Leahy-klassen
USS Halsey (DDG-97), en missildestroyer i Arleigh Burke-klassen
Gader
Admiral Halsey Drive, NE, Albuquerque, New Mexico
Halsey Street, Alexandria, Louisiana
Halsey Street, Auckland, New Zealand
William F. Halsey Avenue, Bakersfield, California
Halsey Road Dover, Delaware
Halsey Place, Baltimore, Maryland
Halsey Street, Chula Vista, California
Admiral Halsey Avenue, Daytona Beach, Florida
Halsey Drive, Flower Mound, Texas
Halsey Avenue, Middletown, Rhode Island
Halsey Drive, Warwick, Rhode Island
Halsey Street, Newark, New Jersey
Admiral Halsey Service Area, en nordgående rasteplads på New Jersey Turnpike ved milepæl 111 på Interstate 95, ved det nuværende motorvejskryds med New Jersey Route 81 i New Jersey
Admiral Halsey Slope, Nouméa, Ny Kaledonien
Halsey Court, Pittsburgh, Pennsylvania
Admiral Halsey Road, Plymouth, Massachusetts
Halsey Court, Princeton, New Jersey
Halsey Street, Princeton, New Jersey
Halsey Street, Colonel Bud Day Field, Sioux City, Iowa
Halsey Avenue, Yuba City, California
Halsey Road, Toms River, New Jersey
Halsey Street, San Leandro, California
S Halsey Dr, Whidbey Island

## I populærkulturen
- Halsey blev spillet af James Cagney i biografifilmen fra 1959, The Gallant Hours; af James Whitmore i filmen fra 1970 Tora! Tora! Tora!; og af Robert Mitchum i filmen fra 1976 Midway.
- Halsey optræder kort i Herman Wouks bog The Winds of War, og han en mere fremtrædende birolle i efterfølgeren War and Remembrance. Halsey blev portrætteret i TV miniserien The Winds of War af Richard X. Slattery, og i miniserien fra 1988 af War and Remembrance af Pat Hingle.
- Halsey er blevet portrætteret i en række andre film og TV serier af Glenn Morshower (Pearl Harbor, 2001), Kenneth Tobey (MacArthur, 1977), Jack Diamond (Battle Stations, 1956), John Maxwell, (The Eternal Sea, 1955) og Morris Ankrum (Thirty Seconds Over Tokyo, 1944).
- En "Admiral Halsey" omtales i Paul og Linda McCartney sangen "Uncle Albert/Admiral Halsey". Omkvædet "hands across the water, heads across the sky" var en henvisning til det amerikanske hjælpeprogram under 2. verdenskrig. McCartney uddybede senere, at den anden halvdel af sangen netop var en hyldest til William Halsey.[57]
- Den 4. arts 1951 optrådte Halsey som den mystiske gæst i en episode No. 40 af underholdningsquizzen What's My Line, hvor panelet nåede frem til hans rette identitet.[58]
- I tv-serien, McHale's Navy, var en af kaptajn Binghamptons standardreplikker, når han blev frustreret over en af McHales planer: "What in the name of Halsey is going on here?"
- Admiral Halsey er omtalt i filmen Jagten på Røde Oktober. Den sovjetiske ubådschef Marko Ramius spørger, mens han er i kamp med den russiske angrebsubåd Konovalov, Jack Ryan om hvilken bog han skrev for CIA. Ryan svarer at den var om admiral Halsey med titlen The Fighting Sailor (ikke at forveksle med den virkelige bog med samme titel). Ramius afslører, at han kender bogen og udtrykker skuffelse over Ryans vurdering af Halsey, og siger: "Dine konklusioner er helt forkerte Ryan; Halsey handlede dumt."
- Det fiktive hangarskib USS William Halsey i Darren Sapps bog, Fire on the Flight Deck, er opkaldt efter Halsey.

## Yderligere læsning
- Dillard, Nancy R. (20. maj 1997). "Operational Leadership: A Case Study of Two Extremes during Operation Watchtower" (PDF). Joint Military Operations Department, Naval War College. Arkiveret fra originalen (Academic report) 1. december 2012. Hentet 4. august 2009.
- Thomas, Evan (2006). Sea of Thunder: Four Commanders and the Last Great Naval Campaign. Simon and Schuster. ISBN 978-0-7432-5221-8.
- Robert Drury, Tom Clavin (2006). Halsey's Typhoon: The True Story of a Fighting Admiral, an Epic Storm, and an Untold Rescue. Atlantic Monthly Press. ISBN 978-0-87113-948-1.